# Askola paprockii
Askola paprockii is een haft uit de familie Leptophlebiidae. De wetenschappelijke naam van de soort is voor het eerst geldig gepubliceerd in 2009 door Domínguez, Molineri &Mariano.